# Appel sur l'actualité
Appels sur l'actualité est une émission radiodiffusée sur l'antenne de Radio France internationale produite et présentée par Juan Gomez. Tous les jours du lundi au vendredi, elle donne place aux auditeurs francophones pour poser une question d'actualité ou débattre d'un sujet du moment.

## Historique
L'émission a été créée en 1996 par Juan Gomez,,.

## Déroulement de l'émission
L'émission commence par une série de questions d'actualités posées par les auditeurs, et préparées avec eux par une assistante de production, Camille Deloche. Des journalistes de la rédaction de RFI ou des spécialistes sont présents, dans le studio ou par téléphone, pour apporter un éclairage complet sur les différents aspects afférents à la question posée. 3 à 4 questions sont posées et Juan Gomez se charge de cadrer l'intervention de l'auditeur et la réponse du spécialiste afin de maximiser la qualité de cette intervention,.
Après un journal d'information de 10 minutes, c'est au tour des auditeurs d'exposer leur point de vue sur le thème du jour. Avant et pendant l'émission, une dizaine d'auditeurs sont sélectionnés par une assistante de production (actuellement Jessica Taieb) en fonction de leur degré d'expression, mais surtout de leur aisance à donner et structurer un point de vue, mais aussi en fonction de la logique inhérente au débat (les points de vue doivent être, au moins, complémentaires). Juan Gomez commande aux réalisateurs les différentes interventions au fur et à mesure, il oppose des contre-arguments aux auditeurs afin de les pousser à développer ou à recadrer le débat en prenant soin d'éviter toute diffamation tout en laissant chacun donner un avis entier et original, sans lieu commun ni politiquement correct.

## Origine des intervenants
De manière générale, les auditeurs les plus actifs dans l'émission sont les Maliens, suivis de près des Sénégalais, Gabonais et Camerounais, puis viennent les Ivoiriens, Guinéens, Tchadiens, Togolais, Congolais ; seuls (par ordre de fréquence) les Béninois, Centrafricains, Comoriens, « Congolais démocratiques », Burundais, Rwandais et Djiboutiens sont plus rares à intervenir. Le reste du monde francophone est quasiment absent.
Cette diversité est liée à la diffusion ou non de RFI dans les différents pays, mais aussi, malheureusement, la fiabilité des lignes téléphoniques, (mauvaises au Congo-Brazzaville, mais surtout au Katanga ou en Guinée forestière).
La présence de communauté de Guinéens en Sierra Leone, au Liberia, à New York, au Canada (et même à Canton, de Togolais et Burkinabés au Ghana ou encore de Camerounais en Guinée équatoriale augmente un peu la diversité de pays joints par l'émission.
La diaspora africaine étant très importante en France et surtout en région parisienne (où on reçoit aussi RFI sur la bande FM), de nombreux auditeurs appellent de France directement.

## Sujets
La nature des débats varie en fonction de l'actualité, les sujets afférent aux situations politiques (élections et crises électorales, coup d'État, crises militaires), sociétales (corruption, gouvernance, infrastructures…) et économiques dominent, suivis, en fonction de l'occasion, par les sujets sportifs.